# Клан Вемісс

Гребінь клану Вемісс.

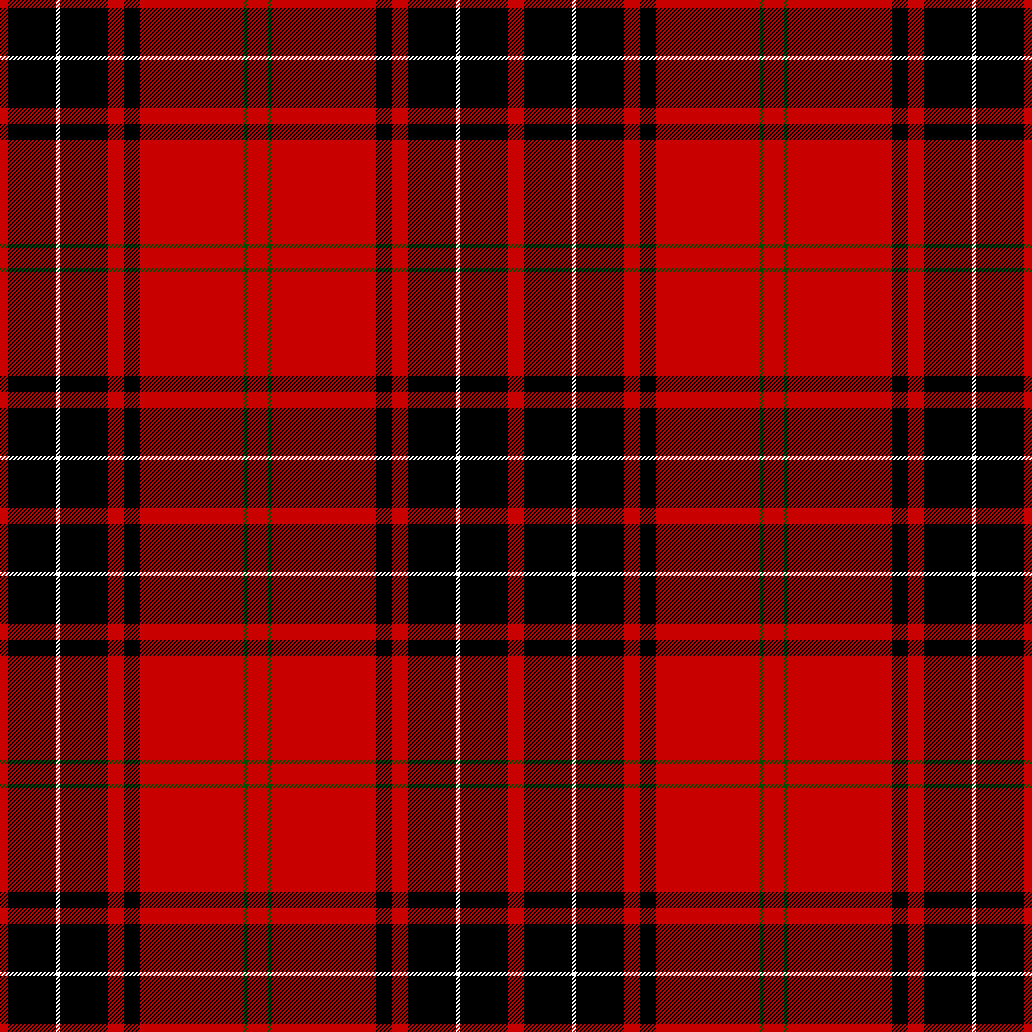
Тартан клану Вемісс.

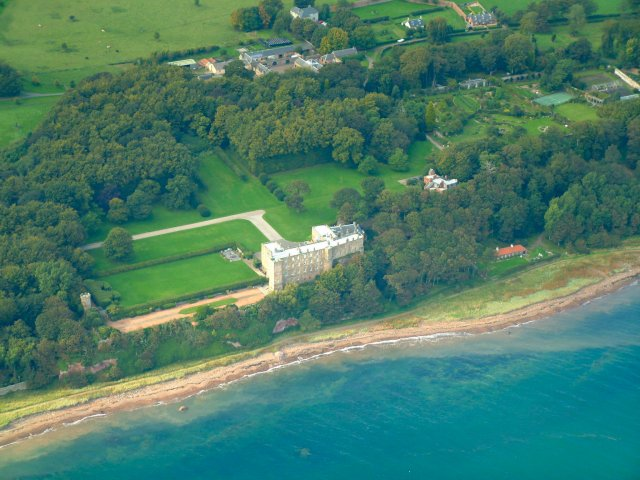
Замок Вемісс.

Клан Вемісс (шотл. — Clan Wemyss) — один з кланів рівнинної частини Шотландії — Лоуленда.
Гасло клану: Je pense — Я думаю (фр.)
Вождь клану: Майкл Вемісс (шотл. — Michael Wemyss)
Резиденція вождів клану: Замок Вемісс (шотл. — Wemyss Castle)

## Історія клану Вемісс

### Походження клану Вемісс
Назва клану Вемісс походить від гельського слова вайм — uaimh — печера. Печера Ферт-оф-Форт знаходиться на землі клану, біля замку, де знаходилась резиденція вождів клану. Замок Вемісс, що стоїть на землі Файф був резиденцією вождів клану Вемісс починаючи з XII століття. Вожді клану Вемісс є одними з тих шляхетних шотландських сімей, що походять від кельтів з клану МакДаф і графів Файф.
Сер Майкл Вемісс разом зі своїм братом — сером Девідом Вемісс і з Скоттом Белварі був відправлений в Норвегію, щоб повернути дитину королеви Маргарет Норвежську діву у 1290 році.

### XIV століття— війна за незалежність Шотландії
Сер Майкл Вемісс присягнув на вірність королю Англії Едварду І Довгоногому у 1296 році, як і більшість вождів шотландських кланів. Але потім вождь клану Вемісс підняв свій клан на боротьбу за незалежність Шотландії і став під прапори Роберта Брюса. Під час війни замок Вемісс був розграбований та зруйнований англійськими військами. У 1315 році Майкл Вемісс був свідком актів та законів короля Шотландії Роберта Брюса і його підпис стоїть під цими документами. Син Майкла Вемісса — сер Девід Вемісс був серед тих шотландських вождів кланів, хто поставив свою печатку під знаменитою декларацією Арброт у 1320 році. Сер Девід був одним із гарантів звільнення короля Шотландії Девіда II з англійського полону. Він був одним із заручників разом зі своїм сином як гарант виплати викупу Шотландією за звільненого з англійського полону короля.

### XV–XVI століття— війни кланів і англо-шотландська війна
У 1513 році вождь клану Вемісс — сер Девід де Вемісс був вбитий у битві під Флодден. Його онук — сер Джон Вемісс воював під прапорами графа Арран і брав участь у битві під Пінкі Клев у 1547 році.
Джон Вемісс був великим союзником Марія Стюарт, і саме в замку Вемісс Марія Стюарт вперше зустрілась зі своїм майбутнім чоловіком  Генрі Стюартом, лордом Дарнлі. Сер Джон Вемісс став лейтенантом Файф, Кінросс та Клекміннан у 1559 році. Він повів своїх людей під прапорами королеви Марії в битву під Лангсайд у 1568 році.

### XVII— XVIII століття
Джон Вемісс був посвячений у лицарі в 1618 році і отримав титул баронета Нової Шотландії в 1625 році. Він отримав грамоту на володіння баронством Новий Вемісс в Канаді. Пізніше він отримав титул графа Вемісс і отримав грамоту особисто від короля Карла І на володіння землями Дунфермлайн (шотл. — Dunfermline). Джон Вемісс був Таємним радником, Верховним комісаром Генеральної Асамблеї Церкви Шотландії, і одним із депутатів Комітету станів. Джон Вемісс помер у 1649 році, і йому успадковував його єдиний син, Девід Вемісс ,II граф Вемісс. Він все життя займався своїми маєтками, землями, статками, зокрема, видобутком солі та вугільними шахтами. Він також побудував велику гавань Метіл у Файфі й значно розширив замок Вемісс, де він після реставрації монархії розважав короля Карла II в 1650 і 1651 роках. Девід Вемісс помер у 1679 році. Його син помер ще раніше, і маєтки успадкувала дочка — Маргарет Вемісс, ІІІ графиня Вемісс. Маргарет одружилася зі своїм двоюрідним братом — Джеймсом Веміссом, лордом Бернтайленда. Їхній син Давид Вемісс — IV граф Вемісс успадкував маєтки у 1705 році.
Девід Вемісс, IV граф Вемісс був номінований, як один з опікунів Акту про унію з Англією. У 1707 році він став віце-адміралом Шотландії.
Джеймс Вемісс — Vграф Вемісс одружився зі спадкоємицею полковника Френсіса Чарльза Чартеріса. Під час повстання якобітів у 1745 році син графа — Девід Вемісс — лорд Елхо приєднався до якобітів та їх лідера  Чарльза Едварда Стюарта в Единбурзі. Лорд Елхо супроводжував Стюарта і брав участь у битві під Куллоден. Потім він втік до Франції і супроводжував Чарльза Едварда Стюарта в Парижі. У цей час у Великій Британії він був визнаний винним у державній зраді, а його маєтки були конфісковані на користь корони. Він помер у Парижі в 1787 році. Те, що лишилось від маєтків та майна Джеймса Вемісса успадковував його другий син — Френсіс, що змінив своє прізвище на дошлюбне прізвище матері — Чартеріс. Саме від Френсіса походять нинішні графи Вемісс і нинішній вождь клану Вемісс. Тим часом, титул вождя клану Вемісс та маєтки у Файфі були передані п'ятому графському сину — Джеймсу Веміссу (1726–1786), що одружився з леді Елізабет Сазерленд з клану Сазерленд у 1757 році.

### ХІХ— ХХ століття
Правнук Джеймса Вемісса одружився з Миллисент, дочкою леді Августи Гордон, і позашлюбною онукою короля Великої Британії Вільгельма IV. Їхній син, Майкл Вемісс одружився з леді Вікторією Кавендіш-Бентинк — останньою похрестницею королеви Вікторії.

## Замки клану Вемісс
- Замок Вемісс (шотл. — Wemyss Castle) — розташований у Файфі. Резиденція вождів клану Вемісс.
- Замок Елхо (шотл. — Elcho Castle) — належить лорду Елхо з клану Вемісс.

## Вождь клану Вемісс
У 2011 вождь клану Вемісс одружився з Шарлотою Брістоу — дочкою полковника Ройла Брістоу Ікелтона з Ессексу.

## Септи клану Вемісс
Elcho, Vemis, Vemys, Vemyss, Veymis, Weemes, Weems, Weemyss, Weimes, Weimis, Weims, Weimys, Wemes, Wemeth, Wemis, Wemise, Wems, Wemyes, Wemys, Wemyss, Wemysse, Weymes, Weymis, Weyms, Whymes, Whyms, Wymes, Wymess, Whims.